# Rahimov
Rahimov je priimek več oseb:
- Bakstijor Rahimov, uzbeški upornik
- Sabir Umar-Ogli Rahimov, sovjetski general
- Vitalij Rahimov, azerbajdžanski atlet